# Königswarte
Königswarte är en kulle i Österrike.   Den ligger i distriktet Bruck an der Leitha och förbundslandet Niederösterreich, i den östra delen av landet, 50 km öster om huvudstaden Wien. Toppen på Königswarte är 336 meter över havet, eller 75 meter över den omgivande terrängen. Bredden vid basen är 1,4 km.
Terrängen runt Königswarte är platt söderut, men norrut är den kuperad. Närmaste större samhälle är Hainburg an der Donau, 6,8 km nordväst om Königswarte. 
Trakten runt Königswarte består till största delen av jordbruksmark. Runt Königswarte är det ganska tätbefolkat, med 56 invånare per kvadratkilometer.